# Agustín Expósito
Agustín Expósito Catarro (La Codosera, España, 31 de enero de 1966) es un exfutbolista y técnico español. Jugó de centrocampista, destacando en el Club Deportivo Badajoz en Segunda división española. En la actualidad es el delegado de campo, y de club, del Club de Fútbol La Nucía de Tercera división española.

## Trayectoria
Según algunas fuentes nació en La Codosera (provincia de Badajoz), según otras en Azcoitia (Guipúzcoa).
Como futbolista consiguió un ascenso a Segunda división española con el Badajoz. En Segunda acumuló 125 partidos jugados y 3 goles anotados sumando las estadísticas de sus partidos en el Atlético "B", Badajoz y Getafe. Posteriormente jugó cinco temporadas consecutivas en el Benidorm con el que vivió dos ascensos a Segunda "B" y dos descensos a Tercera división española. Desde 2005 es delegado de campo, y de club, del Club de Fútbol La Nucía de Tercera división española.

## Clubes
| Club                        | País   | Año       |
| --------------------------- | ------ | --------- |
| Club Atlético de Madrid "B" | España | 1989-1991 |
| Club Deportivo Badajoz      | España | 1991-1995 |
| Getafe Club de Fútbol       | España | 1995-1996 |
| Benidorm Club Deportivo     | España | 1996-2001 |